# Payakumbuh
Payakumbuh là một thành phố (kota) thuộc tỉnh Tây Sumatra, Indonesia. Thành phố này có diện tích 80,43  km², dân số theo điều tra năm 2000 là 99.300 người, với dân số 116.825 người tại cuộc điều tra dân số năm 2010 và dân số 139.576 người tại Cuộc điều tra dân số năm 2020; ước tính chính thức vào giữa năm 2022 là 143.325 người - bao gồm 72.186 nam và 71.139 nữ. Thành phố nằm ở cao nguyên Minangkabau, cách thủ phủ Tây Sumatran của Padang 120 km bằng đường bộ và cách thủ phủ Riau 180 km của Pekanbaru.
Toàn bộ khu vực được bao quanh mọi phía bởi (nhưng độc lập về mặt hành chính với) Lima Puluh Kota, khiến nó trở thành một vùng đất bị bao bọc bởi đơn vị hành chính khác. Nó nằm gần các núi lửa núi Merapi, núi Sago và Bukit Barisan. Payakumbuh có nghĩa là "đầm cỏ" trong tiếng Minangkabau, cho thấy khu vực này ban đầu là đầm lầy.
Năm 2011, Payakumbuh có tốc độ tăng trưởng kinh tế cao nhất so với bất kỳ thành phố nào ở Tây Sumatra.